# Nigeria International 2008
Die Nigeria International 2008 im Badminton fanden vom 17. bis zum 19. April 2008 in Abuja statt.

## Sieger und Platzierte
| Disziplin    | Gold                                | Silber                                | Bronze                        |
| ------------ | ----------------------------------- | ------------------------------------- | ----------------------------- |
| Herreneinzel | Alexandre Paixão                    | Raju Rai                              | Kaveh Mehrabi                 |
| Herreneinzel | Alexandre Paixão                    | Raju Rai                              | Edwin Ekiring                 |
| Dameneinzel  | Xu Bingxin                          | Grace Daniel                          | Filipa Lamy                   |
| Dameneinzel  | Xu Bingxin                          | Grace Daniel                          | Ana Moura                     |
| Herrendoppel | Ola Fagbemi Jinkan Ifraimu          | Akeem Ogunseye Greg Orobosa Okuonghae | Edwin Ekiring Eli Mambwe      |
| Herrendoppel | Ola Fagbemi Jinkan Ifraimu          | Akeem Ogunseye Greg Orobosa Okuonghae | Kenneth Omoruyi Paul Fagbemi  |
| Mixed        | Greg Orobosa Okuonghae Grace Daniel | Akeem Ogunseye Mary Gideon            | Ola Fagbemi Susan Ideh        |
| Mixed        | Greg Orobosa Okuonghae Grace Daniel | Akeem Ogunseye Mary Gideon            | Kenneth Omoruyi Maria Braimoh |